# Japan Cup 1997 (ciclismo)
La Japan Cup 1997, sesta edizione della corsa e valida come evento UCI categoria 1.3, si svolse il 26 ottobre 1997 su un percorso totale di 151,3 km. Fu vinta dal giapponese Yoshiyuki Abe che terminò la gara in 4h04'09" alla media di 35,71 km/h.

## Ordine d'arrivo (Top 10)
| Pos. | Corridore           | Squadra       | Tempo    |
| ---- | ------------------- | ------------- | -------- |
| 1    | Yoshiyuki Abe       | Mapei-GB      | 4h04'09" |
| 2    | Andrea Tafi         | Mapei-GB      | s.t.     |
| 3    | Mauro Gianetti      | F. des Jeux   | s.t.     |
| 4    | Daisuke Imanaka     | Team Polti    | a 13"    |
| 5    | Sébastien Demarbaix | Lotto         | a 56"    |
| 6    | Fabian Jeker        | Festina-Lotus | s.t.     |
| 7    | Xavier Jan          | F. des Jeux   | s.t.     |
| 8    | Jörg Jaksche        | Team Polti    | a 57"    |
| 9    | Paolo Lanfranchi    | Mapei-GB      | s.t.     |
| 10   | Fabian De Waele     | Lotto         | a 7'00"  |